# Apl.de.ap
Allan Pineda Lindo (Angeles City, Pampanga, 28. studenog 1974.), poznatiji pod svojim scenskim imenom apl.de.ap, filipinsko-američki je glazbenik. Zajedno s Fergie, will.i.amom i Taboom član je sastava Black Eyed Peas.

## Životopis

### Rani život
apl.de.ap rođen je 28. studenog 1974. godine u Angeles Cityu u Pampangi u Filipinima u obitelji Filipinke i Afroamerikanca. Njegov otac, američki zrakoplovac, napustio je obitelj ubrzo nakon njegovog rođenja. Njegova majka, Cristina Pineda, odgajala ga je zajedno s njegovih šestero polubraće kao samohrana majka. Njegova dva polubrata su pokojna. Kao dijete apl je nakon škole išao na put dug sat vremena da pribavi obitelji hranu. U SAD je došao s 11 godina da izliječi patološki nistagmus. Tijekom posjeta Disneyladnu izrazio je želju za ostankom u SAD-u. Nakon tri godine posvojio ga je njegov sponzor Joe Ben Hudgens. Srednju školu pohađao je u Los Angelesu gdje je upoznao will.i.ama. Glazbeni uzori bili su mu izvođači poput Steviea Wondera i The Beatlesa.

### Karijera
S will.i.amom osnovao je plesnu skupinu pod imenom Tribal Nation te su redovito nastupali po Južnoj Kaliforniji. Godine 1992. sastav mjenja ime u Atban Klan. Objavili su jedan singl pod imenom "Puddles Of H2O" te su trebali objaviti album pod imenom Grass Roots, ali je objavljivanje otkazano iz nepoznatih razloga. U Black Eyed Pease je donio filipinsku kulturu koju iskazuje u pjesmama. Godine 2003. donosi svoju životnu priču u pjesmi "The Apl Song".  Pjesma će se koristiti i u filmu The Debut. Dvije godine kasnije Black Eyed Peasi izdaju singl "Bebot" (bebot je filipinski sleng za "lijepa žena"), još jednu pjesmu koja govori o njegovom podrijetlu. Godine 2010. izlazi njegov samostalni debitantski album. Do sada je izdao dva singla, "You Can Dream" i "Mama Filipina".

## Vanjske poveznice
- Službena web stranica

### Ostali projekti
|  | Zajednički poslužitelj ima stranicu o temi Apl.de.ap |